# Liste der Präsidenten der Somali-Region
Die Liste der Präsidenten der Somali-Region umfasst die Präsidenten der Somali-Region von Äthiopien, die 1991 im Rahmen der neuen Verwaltungsgliederung Äthiopiens gebildet wurde.
| Name                                                       | Daten der Präsidentschaft | Daten der Präsidentschaft | Daten der Präsidentschaft |
| Name                                                       | Beginn                    | Ende                      | Bemerkungen |
| ---------------------------------------------------------- | ------------------------- | ------------------------- | --- |
| Abdillahi Mohamed Saadi                                    | Januar 1993               | Juli 1993                 | Ogaden National Liberation Front |
| Hassan Jire Qalinle                                        | Juli 1993                 | April 1994                | WSLF, später ONLF; Aulihan-Ogadeni-Darod. Abgesetzt wegen Votum des Regionalparlaments für Streben nach Unabhängigkeit.                  |
| Ugas Abdirahman Mahamud Kani (bzw. Abdurahman Ugaz Mahmud) | April 1994                | Dezember 1994             | Interimspräsident. Ogadeni, nicht ONLF. Entlassen wegen „Behinderung von Entwicklungsprojekten“.                                         |
| Ahmed Makahil Hussein                                      | Dezember 1994             | Juli 1995                 | Interimspräsident. Zuvor Vizepräsident. Ogadeni. Verweigerte Machtübergabe nach Neuwahlen, anschließend inhaftiert.                      |
| Eid Dahir Farah                                            | Juli 1995                 | Mitte 1997                | Ethiopian Somali Democratic League. Isaaq. Ende der Präsidentschaft wegen Konflikten innerhalb der Partei.                               |
| Mahamed Macalin Khadar (Kedu?)                             | Mitte 1997                | September 2000            | |
| Abdirashid Dulane                                          | September 2000            | Juli 2003                 | Somali People’s Democratic Party. Konnte von der Parteiführung erst mit Einverständnis der Zentralregierung Äthiopiens entlassen werden. |
| Omar Jibril Abubaker (Abdi?)                               | Juli 2003                 | September 2005            | Interimspräsident. Issa-Dir. |
| Abdillahi Hassan Mahammed Lugbuur                          | September 2005            | ?                         | |
| Daud Mohamed Ali                                           | ?                         |                           | |